# GVSC
United States Army CCDC Ground Vehicle Systems Center (CCDC GVSC) — Центр систем сухопутних машин США.
Розташований у передмісті Воррен міста Детройт (штат Мічиган, США).

## Історія

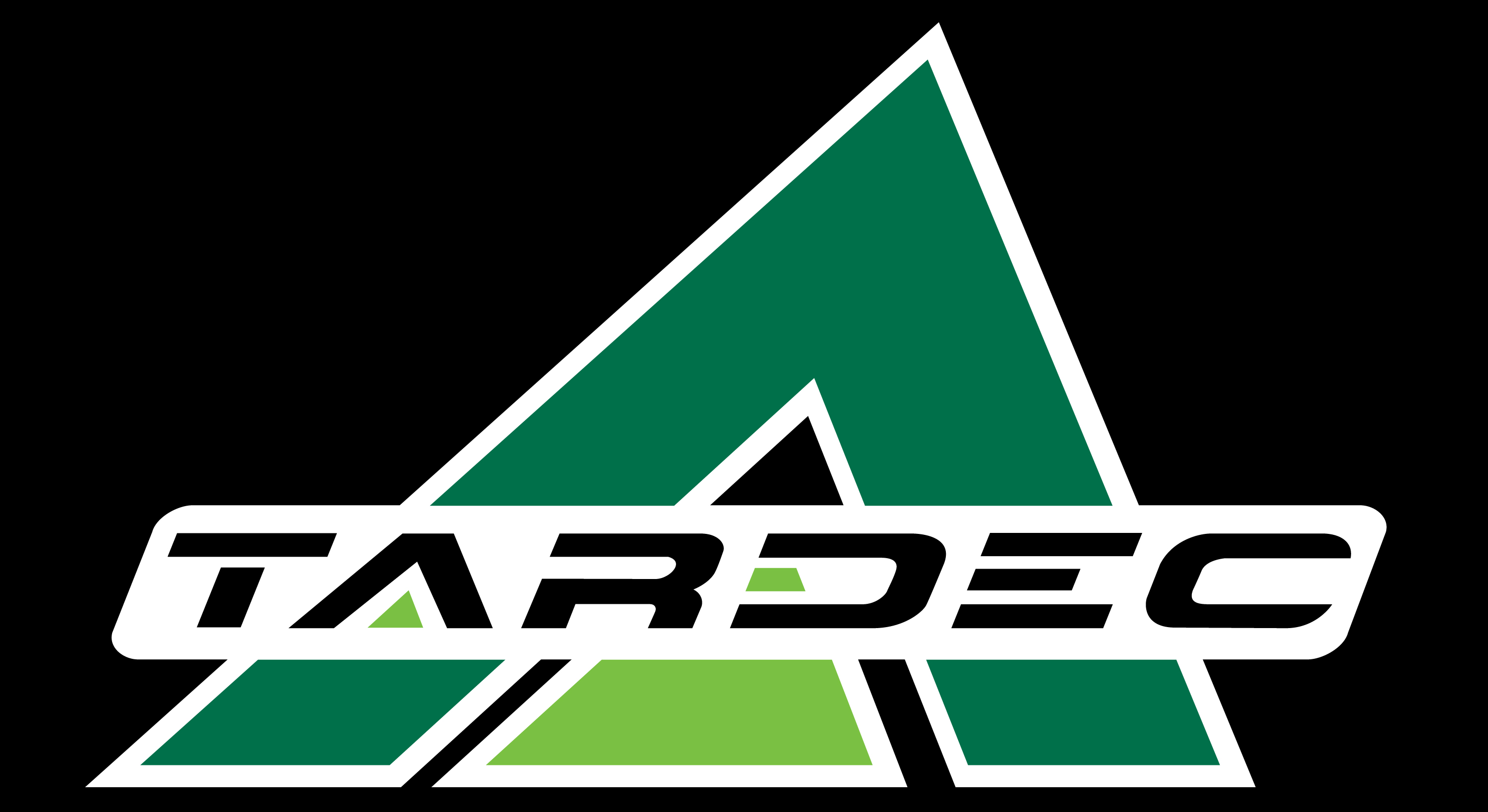
Логотип TARDEC

Раніше був відомий як TARDEC (англ. Tank-Automotive Research, Development, and Engineering Center, Центр досліджень, розробок та інженерінгу бронетанкової техніки), що створений у 1946 р. і підпорядковувався Командуванню сухопутних військ з досліджень, розробок та інженерінгу (RDECOM). 
З 2019 р. реорганізований в GVSC у складі CCDC (англ. United States Army Combat Capabilities Development Command) — командування сухопутних військ США з розвитку бойових спроможностей.

## Структура
Співробітники CCDC GVSC залучені до роботи у міжфункціональних командах (CFT), що підпорядковані Army Futures Command. Зокрема, мова йде про CFT бойових машин нового покоління (NGCV), що працює над питаннями модернізації систем та оновлення парку бойових машин.
До складу Центру входять дослідні лабораторії різного спрямування.

### Лабораторії
- Laser Protection Laboratory — лазерного захисту;
- Crew Station Systems Integration Laboratory — інтеграції систем екіпажних станцій;
- Robotic Systems Integration Laboratory — інтеграції роботизованих систем;
- Ground Vehicle Simulation Laboratory — імітації наземних транспортних засобів;
- High Performance Computing Laboratory — підтримка віртуального прототипування, розробки дизайну та удосконалення віртуальних спроможностей;
- Next Generation Software Laboratory — програмного забезпечення наступного покоління;
- Water Laboratory — водяна лабораторія;
- Petroleum Laboratory — дослідження паливно-мастильних матеріалів;
- Bridging Simulation Laboratory — імітації мостів;
- Propulsion Test Laboratory — випробувань двигунів;
- Physical and Rapid prototyping Laboratory — швидкого прототипування;
- Advanced Materials and Manufacturing Center — дослідження альтернативних та композиційних матеріалів;
- Center for Ground Vehicle Development and Integration (CGVDI) — центр розробки та інтеграції наземних транспортних засобів;
- Ground Vehicle Power and Systems Engineering Laboratory (GSPEL) (створений у квітні 2012 р.) — електроживлення та системної інженерії;
- Power and Energy Vehicle Environment Laboratory (PEVEL) — енергетики транспортних засобів;
- Fuel Cell Research Laboratory — досліджень паливних елементів[4];
- Energy Storage Laboratory — збереження енергії;
- Air Filtration Laboratory — фільтрації повітря;
- Electric Components Laboratory — електричних компонентів;
- Power Laboratory — електроживлення;
- Thermal Management Laboratory — теплового менеджменту;
- Calorimeter Laboratory — калориметрична лабораторія.

## Дослідження
CCDC GVSC продовжив дослідження, що проводилися в TARDEC. Зокрема, прикладом є проект щодо ідентифікації критичних вимог до основного бойового танку НАТО (Main Battle Tank, MBT), здатного протистояти загрозам на європейському театрі бойових дій.
CCDC GVSC є провідною структурою міністерства оборони у сфері автоматизації наземних транспортних засобів та безекіпажних платформ.
Відповідні технології передбачають застосування загальноприйнятої операційної системи робототехніки з відкритим вихідним кодом (Robotics Operating System) для тактичних бойових платформ і додатків.
Основним методом досліджень є польові випробування зразків техніки та демонстрації технологій. Зокрема, у такий спосіб вивчається ефективність використання в якості бортового джерела електроенергії паливних елементів (Fuel cell).